# Cerkev sv. Andreja, Veliki Otok
Cerkev sv. Andreja je majhna cerkvica, ki leži na utrjenem gričku za Velikim Otokom. Pravijo, da jo je dal sezidati neki grof, ki se je tu v gozdu izgubil ter se zaprisegel, da tu sezida cerkev, če le najde pot domov.
Nepotrjeni viri kažejo, da je bila cerkev sezidana okoli leta 1684 v baročnem stilu. Cerkev je zlasti znana po svojih freskah, ki so bile večkrat prebarvane. Del teh fresk so odkrili v letu 1960, vendar še vedno niso popolnoma odkrite. Predvideva se, da so freske sestavljene iz 12 delov, ki predstavljajo Kristusovo trpljenje.